# Біксяново
Бікся́ново (рос. Биксяново, башк. Биксян) — присілок у складі Ішимбайського району Башкортостану, Росія. Входить до складу Сайрановської сільської ради.
Населення — 513 осіб (2010; 464 в 2002).
Національний склад:
- башкири — 97%